# Anopheles aurirostris
Anopheles aurirostris este o specie de țânțari din genul Anopheles. A fost descrisă pentru prima dată de Watson în anul 1910. Conform Catalogue of Life specia Anopheles aurirostris nu are subspecii cunoscute.